# Gan Or
Gan Or (hebrejsky: גַּן אוֹר, doslova "Zahrada světla") byl mošav a izraelská osada nacházející se v bloku osad Guš Katif v jižní části Pásma Gazy, která byla evakuována v rámci Izraelského plánu jednostranného stažení v roce 2005.

## Dějiny
Gan Or byl založen v roce 1983 skupinou mladých lidí z Bnej Akiva Mizrachi, jako ortodoxní mošav. Před vysídlením ještě obec dokončila stavbu nové synagogy a sousedící kulturní haly. V roce 2000 zde byla založena Torah Girls College, která nabízela kombinované studium náboženských studií a akademických kurzů v rámci kampusu Open University a Bar-Ilanovy univerzity v nedalekém Ašdodu, kam byla nakonec přemístěna a kde v současnosti i funguje.
Gan Or byl evakuován 18. srpna 2005 izraelskou armádou a izraelskou policií Izraelského plánu jednostranného stažení, ačkoliv většina obyvatel osadu opustilo již dříve bez odporu. Většina rodin se přesunula do dočasných utočiště do obce Nican ve vlastním Izraeli, kam bylo přemístěno několik set evakuovaných rodin z Guš Katifu.

## Demografie
Obyvatelstvo obce Gan Or bylo v databázi rady Ješa popisováno jako nábožensky založené. Šlo o menší sídlo vesnického typu. K 31. prosinci 2004 zde žilo 300 lidí. Během roku 2004 populace obce vzrostla o 11,1 %. Ke dni evakuace žilo v osadě 52 rodin, čítajících 320 obyvatel.
| Rok            | 1999 | 2000 | 2001 | 2002 | 2003 | 2004 |
| -------------- | ---- | ---- | ---- | ---- | ---- | ---- |
| Počet obyvatel | 261  | 267  | 269  | 274  | 270  | 300  |